# Skelettierung (Medizin)
Skelettieren bedeutet in der Medizin das Trennen eines Organs von benachbarten Strukturen, mit dem Ziel, das betreffende Organ mobilisieren zu können.
So wird zum Beispiel bei der Gestaltung eines Magenschlauches nach reseziertem Ösophaguskarzinom der Magen von den umliegenden Ligamenten (z. B. ligamentum gastrolineale, ligamentum gatrocolicum) abpräpariert, um ihn anschließend hochziehen und mit dem Restösophagus anastomisieren zu können.